# Demetrio Albertini
Demetrio Albertini (ur. 23 sierpnia 1971 w Besana in Brianza) – włoski piłkarz grający na pozycji pomocnika.
Większą część kariery spędził w Serie A, w barwach A.C. Milan, gdzie grał w latach 1988–2002, w 2005 roku przeszedł do FC Barcelona. W czasach gdy należał do drużyny Milanu, klub zdobył pięć razy Mistrzostwo Włoch i trzy razy sięgnął po Puchar Europy. Po odejściu z Milanu Albertini przebywał w różnych klubach: był wypożyczony do Atlético Madryt, później grał w S.S. Lazio. Sezon 2004-05 zaczął od występów w Atalancie, by w styczniu przenieść się do Barcelony. We włoskiej drużynie narodowej Albertini rozegrał 79 meczów, w tym mecze podczas MŚ 1994 i 1998, ME 1996 i 2000 i Igrzysk Olimpijskich 1992.
Albertini ogłosił koniec kariery w grudniu 2005 roku.
Podczas towarzyskiego meczu Milan – Barcelona, w którym występowały byłe gwiazdy tych zespołów, Albertini strzelił pierwszego gola, a Milan wygrał 4-2.